# 更始帝
漢更始帝刘玄（？—25年10月），字圣公，南阳郡蔡阳县（今湖北省枣阳市西南）人，两汉之际绿林军擁立的更始政權皇帝。
劉玄原本是西汉宗室，是汉景帝劉啟的後代、汉光武帝刘秀的族兄。與刘秀有同一位高祖父劉買，祖父為苍梧太守刘利，父刘子张，母何氏。

## 生平
刘玄生年不详。起初，刘玄的弟弟被人杀害，他便结交宾客准备报仇，可不久之后宾客因為侮辱游徼，刘玄便跑到平阳躲避官府的追捕。官吏抓走他的父亲刘子张，后来刘玄诈死，让人把他的灵柩运回舂陵，官吏才释放了他的父亲。随后刘玄便逃跑藏匿起来。
新莽天凤四年（17年），南方发生饥荒，百姓只得到沼泽中挖荸荠野菜度日。新市人王匡、王凤带领马武、王常、成丹等人起义。他们藏身绿林山中，不久队伍就发展到五万多人。
地皇三年（22年）七月，平林人陈牧、廖湛领导千余人起义，号平林兵，以应王匡，正在这里避难的刘玄参加平林军，担任安集掾。地皇四年（23年）正月，绿林军诸部合兵击破新莽将领甄阜、梁丘赐，遂号刘玄为更始将军。二月辛巳（3月11日），因其为刘姓宗室，於是在淯水边被拥立为帝，大赦天下，建元更始。更始元年六月入都宛城，大封宗室诸将。他嫉刘縯、刘秀兄弟威名，便诛杀刘縯。起义军在昆陽之戰获胜后，更始帝遣王匡攻洛阳，申屠建、李松攻武关，三辅震动，各地豪强纷纷诛杀新莽的州牧郡守，用汉年号，服从更始政令。更始元年十月，定都洛阳。在王莽败死后的更始二年（24年），迁都长安。

### 更始分封
李松和趙萌進言更始帝，将功臣封王。大司馬朱鮪反对，称汉高祖曾發誓非刘氏不王，但更始帝采纳李松之言，以王匡为比阳王、王凤为宜城王、朱鲔为胶东王、卫尉大将军张卬为淮阳王、廷尉大将军王常为邓王，执金吾大将军廖湛为穰王、申屠建为平氏王、尚书胡殷为随王、柱天大将军李通为西平王、五威中郎将李轶为舞阴王、水衡大将军成丹为襄邑王、大司空陈牧为阴平王、骠骑大将军宋佻为颍阴王、尹尊为郾王。李松進昇丞相，和趙萌共理内政。

### 覆亡
更始帝雖恢復漢室，但一登基便沉湎于宫廷奢華生活，将政事都委托于自己的岳父赵萌，放任其外戚专权。
更始三年（25年），他派李松進攻並殺害西漢末代太子劉嬰。不過當時長安受到赤眉军的进逼，劉秀手下的鄧禹又攻佔河東，更始帝情況危急。張卬、申屠建、廖湛等人勸說更始帝放棄長安逃到南陽。更始帝大怒，拒絕聽從。張卬、廖湛、胡殷、申屠建、隗囂等人於是打算劫持更始帝南逃，結果計劃被侍中劉能卿告發。更始帝於是召見張卬等人打算全部殺死。張卬等人先來，尚缺隗囂未至。更始帝讓張卬等四人暫且待命。張卬、廖湛、胡殷害怕，立刻逃走，只有申屠建仍留在原地待命，結果被更始帝斬殺。張卬、廖湛、胡殷率軍進攻更始帝，更始帝大敗，逃亡至駐扎於新豐的趙萌。更始帝又懷疑王匡、陳牧、成丹與張卬等人同謀，於是召見他們。陳牧、成丹先趕來，結果被誅殺。王匡害怕，投奔張卬。李松與趙萌等進攻位於長安的王匡、張卬等人。最終王匡等人逃走，並向赤眉投降。更始帝回到長安的長信宮居住。
更始三年（25年）九月，赤眉军攻入长安，更始帝单骑逃走。同年十月，投降于赤眉军，将玺绶送给赤眉军拥立的皇帝刘盆子，自己被封为畏威侯，不久改封为长沙王，刘秀则遥降封之为淮阳王。由於當時三輔人民不滿赤眉暴虐而同情更始帝，已為赤眉将领的张卬为绝后患，於是派謝祿将更始帝缢死，后由刘恭收藏其尸，再由刘秀诏大司徒邓禹將其葬于霸陵。

## 東汉官方对刘玄的地位认定
25年刘秀建立東漢後，為確立自己為光復漢室的正統，劉秀及其后代的東漢皇帝并不认定刘玄是汉朝皇帝，官修《东观汉记》直接将刘玄归为列传。
张衡提出不同意見：认为光武之前，更始踐祚，号令天下，大家並沒有不滿，而且光武一度是更始的臣子，光武是继更始之后登上天子之位的。所以在修撰《东观汉记》時應在《光武帝纪》之前加入《更始帝纪》。不過朝廷并没有采纳张衡的意见。

## 陵墓
漢光武帝刘秀命邓禹将漢更始帝劉玄葬于霸陵（今陕西西安灞橋區）。

## 家族
- 七世祖：漢景帝與侍女唐兒，生長沙定王劉發。
- 六世祖：劉發，生舂陵節侯劉買。
- 高祖父：劉买，生舂陵戴侯劉熊渠和鬰林太守劉外。
- 曾祖父：劉熊渠，生舂陵孝侯劉仁和蒼梧太守劉利。
- 祖父：劉利，生劉子張。
- 父：劉子張，妻何氏，生劉玄和劉騫[8]。

### 妻妾
- 韓夫人，宠姬，嗜酒
- 赵夫人，有宠，赵萌女儿

### 儿子
- 刘求：襄邑侯，承更始帝之祀，后改封为成阳侯
- 刘歆：谷熟侯
- 刘鲤：寿光侯，和沛献王刘辅交好，怨刘盆子害其父，报杀刘盆子之兄式侯刘恭

## 部將
- 劉秀
- 劉縯
- 申屠建
- 赵萌
- 李松
- 成丹

## 影視形象

### 電視劇
| 年份 | 劇名                 | 演員 |
| ---- | -------------------- | ---- |
| 2000 | 《光武帝刘秀》       | 王刚 |
| 2016 | 《秀麗江山之長歌行》 | 于波 |

## 延伸阅读
[在维基数据编辑]
 《後漢書/卷11》，出自范晔《後漢書》